# Why Don't You Do Right
Clip vidéo
[vidéo] « Why Don't You Do Right - Peggy Lee - Benny Goodman Orch - film Le Cabaret des étoiles (1943) », sur YouTube
Why don't you do right (Pourquoi ne fais tu pas les choses bien, en anglais) est un standard de jazz et de blues féminin, écrit, composé, et enregistré dans une première version en 1936 par Kansas Joe McCoy (et son groupe Harlem Hamfats). Il devient un tube en 1943 avec sa reprise par la chanteuse de jazz américaine Peggy Lee accompagnée par le célèbre big band jazz & swing de Benny Goodman, pour la musique de leur film Le Cabaret des étoiles, et en single chez Columbia Records. Elle est reprise avec succès en particulier par Jessica Rabbit (l'épouse de Roger Rabbit, doublée par l'actrice Amy Irving) dans le film Qui veut la peau de Roger Rabbit, de Robert Zemeckis en 1988.

## Histoire

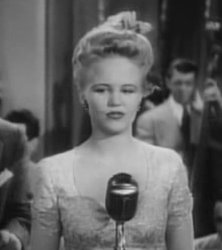
Peggy Lee dans le film Le Cabaret des étoiles (1943)

Le blues-man américain Kansas Joe McCoy écrit et compose en 1936 une première version blues de ce titre sous le nom The Weed Smoker's Dream (Le rêve du fumeur d'herbe). Il l'enregistre le 2 octobre 1936, en single 78 tours chez Vocalion Records (90915) à Chicago, avec son groupe Harlem Hamfats.
Il améliore ensuite la musique et réécrit les paroles avec les paroles actuelles, enregistrée avec succès en 1941 en version blues par  chanteuse de blues américaine Lil Green, accompagnée à la guitare par Big Bill Broonzy, chez Bluebird Records.
Deux ans plus tard, la chanteuse de jazz américaine Peggy Lee (qui commence sa carrière en 1941 en intégrant le célèbre big band jazz & swing de Benny Goodman) devient une star américaine du jazz durant la Seconde Guerre mondiale avec son interprétation adaptée de ce titre pour le film musical Le Cabaret des étoiles, de Frank Borzage, et en disque 78 tours chez Columbia Records à New York, quatrième position des charts Billboard américains, vendu à plus d'un million d'exemplaires (un des grands succès de sa carrière).

## Reprises et adaptations

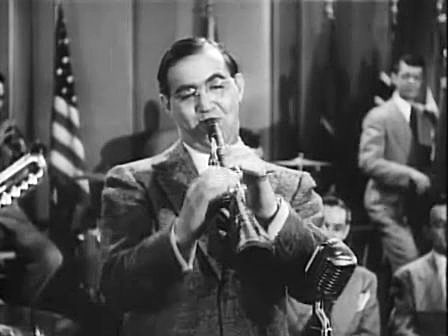
Benny Goodman (1943)

Selon les reprises masculines ou féminines, les paroles ont pu être adaptées en (« like some other chicks do », « comme le font d'autres nanas »), ou la date de 1922 peux changer en 1941, ou 1952...
Ce standard de jazz de Kansas Joe McCoy est repris par de nombreux interprètes, dont Lil Green, Peggy Lee, Benny Goodman, Ella Fitzgerald, Sinéad O'Connor (sur l'album Am I Not Your Girl?, 1992), Ruth Brown, Jim Murple Memorial, Natalie Cole, Mina Agossi, Hugh Laurie, Julie London, Shirley Horn, Imelda May, Gramophonedzie (remix), Fats Domino, Beth Hart, Lana Del Rey, Casey Abrams, Jessica Rabbit (doublée par l'actrice Amy Irving)...
Les différentes interprétations insistent sur des aspects très divers de la chanson. Celle d'Amy Irving, par exemple, relativement récente, insiste sur la sensualité du personnage féminin ; elle est accompagnée d'une contrebasse et d'un clavier, dans une atmosphère feutrée. À l'inverse, d'autres interprétations, plus anciennes, mettent l'accent sur le caractère autoritaire du personnage féminin, accompagné d'un orchestre où les cuivres appuient son discours.

## Au cinéma
Le titre est repris pour la musique de divers films, dont :
- 1943 : Le Cabaret des étoiles, de Frank Borzage (interprétée par Peggy Lee et le big band jazz de Benny Goodman)
- 1988 : Qui veut la peau de Roger Rabbit, de Robert Zemeckis (interprétée en version très langoureuse par Jessica Rabbit, l'épouse de Roger Rabbit, doublée par l'actrice Amy Irving)
- 1991 : Bugsy, de Barry Levinson
- 1993 : Nuits blanches à Seattle, de Nora Ephron, avec Tom Hanks et Meg Ryan
- 1999 : Les Muppets dans l'espace, de Tim Hill
- 2016 : Jazz Loves Disney (album de reprises de chansons issues des bandes originales de jazz Walt Disney Pictures)

## Jeu vidéo
- 2010 : Fallout: New Vegas (entendue à plusieurs reprises, intégrée à la bande originale du jeu).